# ジョニー・ハートマン
ジョニー・ハートマン （Johnny Hartman、1923年7月3日 – 1983年9月15日）は、アメリカ合衆国ルイジアナ州ホーマ出身の、ジャズ・ボーカリスト。

## 略歴
学校に通いながら歌い始め、シカゴ音楽カレッジに入学し、専門的に声楽に取り組み始める。
プロデビューは、第二次世界大戦終了後、1947年、アール・ハインズとの共演で注目を浴びる。その2年後には、エロル・ガーナーと共演。
音域はバリトン。カントリー・ミュージックや当時のポピュラー・ミュージックまで、幅広いスタイルに、心地よく適応しているが、本人はジャズ、中でもモダニズムを好む傾向にあった。
ディジー・ガレスピーやジョン・コルトレーン、ローランド・ハナなど多数のアーティストと共演を果たした。
1981年には、アルバム『Once in Every Life』でグラミー賞にノミネート。
その後、ジャズから、イージー・リスニング、ポップスなどへ転向をはかる。
1983年9月、ニューヨークで逝去。

## 主な楽曲
- "My Faorite Things"
- "Sometimes I’m Happy"
- "S' posin'"
- "Violets For Your Furs"
- "Nature Boy"

## ディスコグラフィ

### アルバム
- 『ジャスト・ユー、ジャスト・ミー』 - Just You, Just Me (1956年、Regent)
- 『ソングス・フロム・ザ・ハート』 - Songs from the Heart (1956年、Bethlehem)
- 『オール・オブ・ミー』 - All of Me: The Debonair Mr. Hartman (1957年、Bethlehem)
- 『アイ・ソート・アバウト・ユー』 - And I Thought About You (1959年、Roost)
- 『ジョン・コルトレーン&ジョニー・ハートマン』 - John Coltrane and Johnny Hartman (1963年、Impulse!)
- 『ザ・ヴォイス・ザット・イズ』 - The Voice That Is! (1964年、Impulse!)
- 『アイ・ジャスト・ドロップト・バイ・トゥ・セイ・ハロー』 - I Just Dropped By to Say Hello (1964年、Impulse!)
- 『アンフォゲッタブル』 - Unforgettable Songs by Johnny Hartman (1966年、ABC-Paramount)
- I Love Everybody (1966年、ABC)
- 『ジョニー・ハートマン・トゥデイ』 - Today (1972年、Perception)
- 『ハートマン・ミーツ・日野』 - Hartman Meets Hino (1972年、Capitol Music Japan) ※with 日野皓正
- 『ハートマン・シングス・トレーンズ・フェイヴァリッツ』 - Hartman Sings Trane's Favorites (1973年、Capitol Music Japan)
- I've Been There (1973年、Perception)
- Johnny Hartman, Johnny Hartman (1977年、Musicor)
- 『ライヴ・アット・サムタイム』 - Live At Sometime (1978年、Trio)
- Once in Every Life (1980年、Bee Hive)
- This One's for Tedi (1980年、Audiophile)
- Thank You for Everything (1998年、Audiophile) ※1978年プライヴェート録音

## 参考
- Noal Cohen's Johnny Hartman discography